# Sosas
Sosas es un despoblado que actualmente forma parte de los concejos de Nanclares de la Oca y Ollávarre, que están situados en el municipio de Iruña de Oca, en la provincia de Álava, País Vasco (España).

## Historia
Documentado desde 1025 (Reja de San Millán), se despobló entre finales del siglo XIV y principios del siglo XV.